# Pylypets
Pylypets (en ukrainien: Пилипець) est un village, ainsi qu'une station de ski de très petite taille qui a été développée sur les pentes du mont Guimba (Гимба, 1 491 m)) voisin. Il est situé dans le raion de Mizhgirya, dans l'Oblast de Transcarpatie, dans le sud-ouest de l'Ukraine.
Le village a été fondé en 1463.
Le domaine skiable est desservi par trois téléskis de construction récente. Il est situé à proximité immédiate de la station voisine de Izki. D'autres téléskis semblent avoir été implantés sur un autre versant du mont Guimba.